# ルビダヤマガメ
ルビダヤマガメ（Rhinoclemmys rubida）は、爬虫綱カメ目イシガメ科アメリカヤマガメ属に分類されるカメ。

## 分布
メキシコ固有種
R. r. rubida オアハカヤマガメ
メキシコ（オアハカ州南東部、チアパス州南部）固有亜種
R. r. perixantha コリマヤマガメ
メキシコ（コリマ州、ゲレーロ州西部、ハリスコ州南西部、ミチョアカン州南西部、モレロス州）固有亜種

## 形態
最大甲長23センチメートルだが、通常は甲長15センチメートル以下。アメリカヤマガメ属では本種のみメスよりもオスの方が大型になり、メスは最大甲長17.9センチメートル。背甲は扁平で、第2-4椎甲板は盛りあがらず平坦。後部縁甲板の外縁はやや鋸状に尖るが、大型個体では不明瞭になる。背甲の色彩は淡褐色だが、暗褐色の個体もいる。孵化直後からある甲板（初生甲板）の周辺に黄褐色や赤褐色の斑紋が入るが、消失する個体もいる。
左右の喉甲板の間には浅い切れ込みが入る。左右の肛甲板の間には広くやや深い切れ込みが入る。背甲と腹甲の継ぎ目（橋）や腹甲の色彩は黒や暗褐色で、腹甲の外縁は黄褐色。
頭部は中型。吻端はやや突出し、上顎の先端は鉤状に尖る。頭部の色彩は褐色で、黄色や橙色の斑紋が入る。頭頂部には馬蹄状の斑紋が入る。前肢背面は大型鱗で覆われる。指趾の間には水掻きが発達しない。前肢背面の色彩は黄色や橙色で、暗色の斑紋が入る。
卵は長径6.2センチメートル、短径2.5センチメートル。孵化直後の幼体は甲長5-5.2センチメートル。
R. r. rubida オアハカヤマガメ
背甲中央部の縁甲板があまり外側に張り出さない。背甲全体の色彩は淡褐色で、赤みがかった個体が多い。種小名rubidaは「赤みがかった、ルビーの」の意。背甲の甲板には不規則かつ不明瞭な暗褐色の斑紋が入る。左右の喉甲板のシームの長さ（間喉甲板長）は、左右の肩甲板のシームの長さ（間肩甲板長）の2倍。
側頂部の斑紋は不規則で細長く、頭頂部の斑紋と繋がる個体もいる。
幼体は椎甲板や肋甲板に明色の斑点が1つ入る個体が多いが、成長に伴い不明瞭になったり消失する。
R. r. perixantha コリマヤマガメ
背甲中央部の縁甲板が外側に張り出す。肋甲板の色彩は暗褐色や黒で、甲板の継ぎ目（シーム）にも暗褐色や黒の斑紋が入る。間喉甲板長は、間肩甲板長と同程度かやや長い。
側頂部の斑紋は円形や楕円形で、頭頂部の斑紋と繋がらない。

## 分類
核DNAとミトコンドリアDNAの分子系統学的解析から、属内では本種のみでグループを形成する。本種のみのグループは、アシポチヤマガメやカンムリヤマガメ、クロムネヤマガメ、ハナトガリヤマガメ、ミゾヤマガメのグループと単系統群を形成すると推定されている。
- Rhinoclemmys rubida rubida (Cope, 1870) オアハカヤマガメ Oaxaca spotted wood turtle
- Rhinoclemmys rubida perixantha (Mosimann & Rabb, 1953) コリマヤマガメ Colima spotted wood turtle

## 生態
サバナ気候で標高1,350メートル以下の森林、藪地、岩場などに生息し、農耕地や牧草地の周辺に生息することもある。やや乾燥した半落葉樹林が優占する森林や、やや多湿な低山地の斜面などを好む。陸棲で、水に入ることはほとんどない。雨季にのみ、あるいは主に雨季に活動する。
食性は植物食傾向の強い雑食で、主に植物の茎、根、果実などを食べる。
繁殖形態は卵生。飼育下ではオスがメスに対して頭部を上下に繰り返して動かす行動が観察された例があり、求愛行動と考えられている。

## 人間との関係
隠蔽性が強いこともあるが、生息数が少なく個体密度の低い種だと考えられている。開発や整備による生息数の減少が懸念されている。
ペットとして飼育されることがあり、日本にも輸入されている。メキシコは野生のカメの採集や輸出を法的に制限しているため、世界的にも流通はまれ。2008年以降に少数の個体が流通した例があり、飼育繁殖個体も誕生している。飼育下では昆虫、果実や野菜を食べた例があり、配合飼料にも餌付く。